# Hołowczyce-Folwark
Hołowczyce-Folwark (biał. Галоўчыцы; ros. Головчицы) – dawniej samodzielna miejscowość (folwark), obecnie część wsi Hołowczyce na Białorusi, w obwodzie brzeskim, w rejonie prużańskim, w sielsowiecie Zieleniewicze.
W dwudziestoleciu międzywojennym leżał w Polsce, w województwie białostockim, w powiecie wołkowyskim. 16 października 1933 utworzył gromadę Hołowczyce os. w gminie Podorosk, obejmującą folwark Hołowczyce i folwark Natalin. Po II wojnie światowej wszedł w struktury ZSRR.